# Cuvieronius
 (novembre 2019).
Améliorez-le ou discutez des points à vérifier. 
Genre
Espèces de rang inférieur
- † C. hyodon Fischer 1814 (espèce type[réf. nécessaire])
- † C. arellanoi Ochoterena and Silva 1970
- † C. bensonensis Gidley 1926
- † C. oligobunis[réf. nécessaire]
- † C. priestleyi Hay and Cook 1930
- † C. tarijensis
- † C. tropicus Cope 1884 [1]

Cuvieronius est un  genre fossile de gomphothères ayant vécu dans ce qui est aujourd'hui l'Amérique, du début du Pliocène vers la fin du Pléistocène, il y a 4,9 millions d'années à 12 000 ans. Selon Paleobiology Database en 2022, ce genre a six espèces référencées.

## Classification
Le genre Cuvieronius a été décrit et publié par Henry Fairfield Osborn en 1923,. Ce nom de genre Cuvieronius rend hommage au naturaliste français Georges Cuvier.

## Description
La plus grande et la plus récente espèce, Cuvieronius hyodon, qui a vécu en Amérique du Sud, il y a entre 126 000 à 12 000 ans avait une hauteur au garrot de 2,3 m pour 5 m de long et pesait environ 3,5 tonnes et aurait eu comme prédateur Smilodon populator qui a vécu sur même continent à la même époque.

## Distribution et habitat

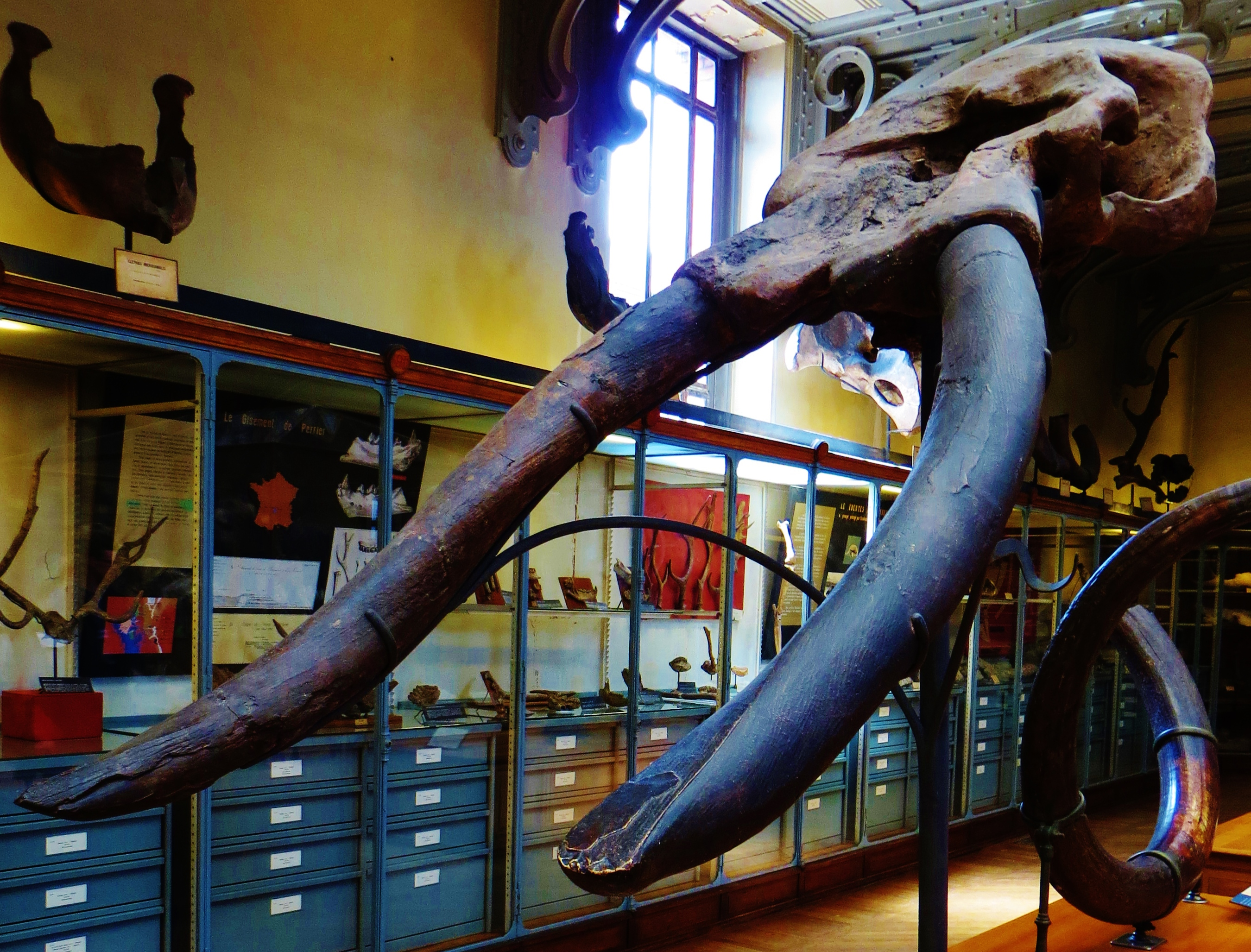
Crâne fossilisé de C. hyodon, exposé à la Galerie de Paléontologie et d'Anatomie comparée, à Paris.

Les restes de fossiles les plus anciens à ce jour sont des espèces de Cuvieronius découvertes dans le comté de Lincoln, au Nevada, qui datent d'il y a 4,6 millions d'années. Il a également été trouvé sur la côte est des États-Unis, à l'est de la Caroline du Sud et la Caroline du Nord dans des roches du Pléistocène datant d'il y a 1,8 million d'années à 126 000 ans. En Floride, les vestiges montrent à la fois Cuvieronius sp. et C. tropicus vivant de 3,7 à 1,5 Ma. Les plus récentes découvertes de Cuvieronius en Amérique du Nord se situent à Sonora, au Mexique, il y a 13 000 ans.
Selon un groupe de mammalogistes brésiliens, de nombreux sites d'Amérique du Sud faisant référence à Cuvieronius se réfèrent en fait à Notiomastodon, de nombreuses études précédentes étiquetant simplement des fossiles, l'un ou l'autre en fonction de leur emplacement, seules les localités étant « clairement » identifiées comme étant Cuvieronius[pas clair]. Les hautes Andes de l’Équateur au nord, à la Bolivie au sud, avec les localités situées au sud des Andes, au Chili et en Argentine, qui appartiendraient maintenant à Notiomastodon[Quoi ?] . Le même groupe n'atteint aucun fossile confirmé de Cuvieronius[Quoi ?] existant au-delà de 44 000 ans en Amérique du Sud, de sorte que l'espèce ne se serait pas trouvée en Amérique du Sud au moment de l'arrivée de l'homme. À la fin du Pléistocène, la limite nord de l'aire de répartition de Cuvieronius se trouvait au Mexique.
Des fossiles de Cuvieronius ont été découverts dans les formations en Bolivie, Colombie, Costa Rica, en Équateur, au Salvador, au Guatemala, au Mexique, au Nicaragua, au Panama, aux États-Unis et au Venezuela.
On raconte que des restes de Cuvieronius ont été découverts en Équateur avec des artefacts humains datant d'environ 200 à 400 apr. J.-C..[pas clair]

### Publication originale
- (en) H. F. Osborn, « New subfamily, generic, and specific stages in the evolution of the Proboscidea. », American Museum Novitates,‎ 1923, p. 99.